# Ain
Ain (01) es un departamento francés situado en la región de Auvernia-Ródano-Alpes. Comparte frontera con Suiza, al este.
Es nombrado por el río Ain que cruza el departamento. Su prefectura es la ciudad de Bourg-en-Bresse.

## Historia
El departamento de Ain fue uno de los 83 creados durante la Revolución francesa, el 4 de marzo de 1790, en aplicación de la ley del 22 de diciembre de 1789, con Bourg-en-Bresse como su capital. El departamento fue creado a partir de cuatro antiguas provincias: Bresse, Bugey, Dombes, Pays de Gex y una parte de Franc-Lyonnais.
El departamento fue nombrado originalment como departamento de Bresse pero en 1791 su nombre fue cambiado al nombre actual. Fue dividido en nueve distritos: Pont-de-Vaux, Bourg, Nantua, Gex, Belley, Saint-Rambert, Montluel, Trévoux y Châtillon-les-Dombes.
Pays de Gex fue separado de 1798 a 1814 cuando se creó el departamento del Léman. Los nueve distritos fueron cambiados en cuatro en 1798 con la creación de los arrondissements: Bourg, Belley, Nantua y Trévoux. En 1815, algunos municipios de Gex pasaron a Suiza y se creó el distrito de Gex.
Después de la Batalla de Waterloo (18 de junio de 1815), el departamento estuvo ocupado por tropas austríacas dese junio de 1815 hasta noviembre de 1818.
Se eliminaron los distritos de Gex y Trévoux el 10 de septiembre de 1926 pero Gex volvió a ser un distrito en 1933. Seis municipios del sudoeste del departamento, en las periferias de Lyon, fueron anexados al departamento de Ródano en 1968 tras la creación de la comunidad urbana de Lyon.
Entre 1960 y 2015 forma parte de la región de Ródano-Alpes.

## Geografía
Ain es parte de la región Auvernia-Ródano-Alpes. Tiene una superficie de 5 762,4 km². Limita con Suiza y otros 6 departamentos en 2 regiones:
| Noroeste: Saona y Loira            | Norte: Jura | Nordeste: Suiza   |
|                                    |             | Este: Alta Saboya |
| Suroeste: Ródano Metrópoli de Lyon | Sur: Isère  | Sureste: Saboya   |

Se distinguen cinco regiones en el territorio del departamento Ain:
1. Bresse, una llanura entre el río Saona al este y el Macizo del Jura al oeste.
2. Bugey-Valromey, rodeado por los ríos Ródano y Ain al sur del macizo del Jura.
3. Dombes-Llanura del Ain, en el sureste del departamento, rodeada por los ríos Ródano y Saona. Aquí hay muchos estanques y pequeños lagos donde se crían comercialmente peces.
4. Pays de Gex. Limita con Suiza al este, las montañas de Bugey al oeste y el macizo del Jura al norte. Aquí se encuentra el punto más alto en el macizo del Jura y del departament de Ain: Crêt de la Neige (46°16′22″N 05°56′40″E / 46.27278, 5.94444) con una elevación de 1720 m.[5]
5. Revermont. Aquí hay dos cadena de montañas bajas con dirección norte a sur con un valle entre ellas: el valle del río Suran. Esta región se encuentra entre las regiones de Bresse y de Bugey-Valromey.

El punto más bajo del departamento está en el río Ródano, a una altitud de 170 metros.

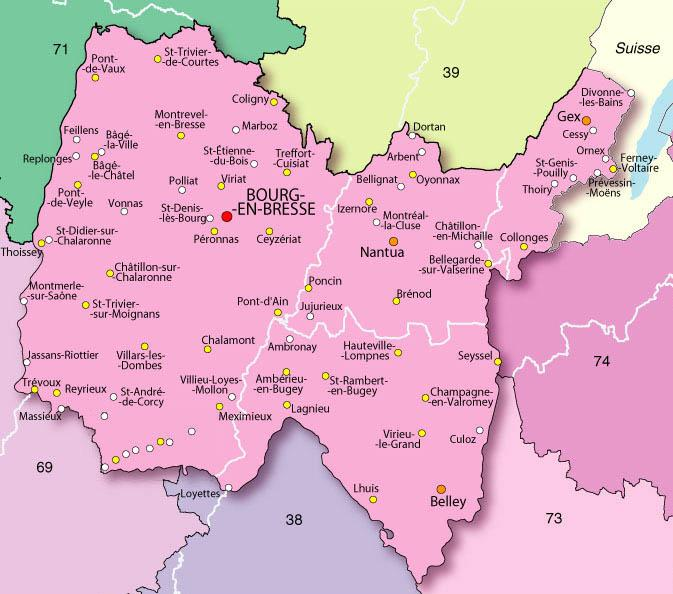
Mapa de Ain

Varios ríos atraviesan el departamento; los principales son Ain, Ródano, Saona, Veyle, Chalaronne y Reyssouze. El mayor lago natural es el lago de Nantua a 475 m de altitud y una superficie de 150 ha.

### Clima
El clima en Château-Gaillard, en el centro del departamento, es del tipo "clima oceánico" (Cfb) dentro de la clasificación climática de Köppen.
El promedio anual de precipitación en Château-Gaillard es de 645,2 mm. El mes con mayor promedio de precipitación es octubre con 63,5 mm mientras que el de menor promedio es febrero con 43,2 mm. La temperatura media anual es 11,5 °C, siendo julio el mes más cálido, con un promedio de 20,8 °C, y enero el más fresco, con un promedio de 2,6 °C.
| Factor                    | Bourg-en-Bresse* | Belley | Gex  | Nantua |
| ------------------------- | ---------------- | ------ | ---- | ------ |
| Altitud (m)               | 253              | 284    | 574  | 479    |
| Temperatura mínima (°C)   | 6,6              | 6,1    | 4,8  | 5,3    |
| Temperatura promedio (°C) | 11,5             | 10,9   | 9,2  | 9,8    |
| Temperatura máxima (°C)   | 16,4             | 15,9   | 13,6 | 14,3   |
| Precipitación (mm)        | 1134,4           | 894    | 1042 | 980    |

- En Ambérieu-en-Buey porque no hay estación climatológica en Bourg-en-Bresse

## Administración
Ain es administrado por el Consejo departamental compuesto de 46 consejeros (2 por cantón) elegidos por seis años. El departamento es parte de la región Auvernia-Ródano-Alpes.

### Divisiones administrativas
El departamento de Ain se divide en 4 distritos, 23 cantones y 408 municipios.
| Código INSEE | Distrito        | Capital         | Población (2014) | Superficie (km²) | Densidad (hab./km²) | Municipios |
| ------------ | --------------- | --------------- | ---------------- | ---------------- | ------------------- | ---------- |
| 011          | Belley          | Belley          | 98 110           | 1307,2           | 75,05               | 104        |
| 012          | Bourg-en-Bresse | Bourg-en-Bresse | 354 177          | 3104,8           | 114,07              | 218        |
| 013          | Gex             | Gex             | 89 200           | 426,2            | 209,29              | 29         |
| 014          | Nantua          | Nantua          | 84 640           | 924,2            | 91,58               | 59         |

La siguiente es una lista de los 23 cantones del departamento de Ain, luego de la reorganización de los cantones franceses que entró en vigencia en marzo de  2015:
1. Ambérieu-en-Bugey
2. Attignat
3. Bellegarde-sur-Valserine
4. Belley
5. Bourg-en-Bresse-1
6. Bourg-en-Bresse-2
7. Ceyzériat
8. Châtillon-sur-Chalaronne
9. Gex
10. Hauteville-Lompnes
11. Lagnieu
12. Meximieux
13. Miribel
14. Nantua
15. Oyonnax
16. Pont-d'Ain
17. Replonges
18. Saint-Étienne-du-Bois
19. Saint-Genis-Pouilly
20. Thoiry
21. Trévoux
22. Villars-les-Dombes
23. Vonnas

## Demografía
No existe un gentilicio oficial para designar a los habitantes de Ain. Es un departamento formado por cuatro regiones principales, y los habitantes adoptan el gentilicio de la correspondiente.
Ain tenía una población, en 2014, de 626 127 habitantes, para una densidad poblacional de 108,66 habitantes/km². El distrito de Bourg-en-Bresse, con 354 177 habitantes, es el distrito con más habitantes.
Evolución de la población en Ain
Los municipios del departamento con más de 9000 habitantes son:
| Municipio                | Población (2014) | Distrito        |
| ------------------------ | ---------------- | --------------- |
| Bourg-en-Bresse          | 40 967           | Bourg-en-Bresse |
| Oyonnax                  | 22 485           | Nantua          |
| Ambérieu-en-Bugey        | 14 022           | Belley          |
| Bellegarde-sur-Valserine | 11 745           | Nantua          |
| Gex                      | 11 141           | Gex             |
| Saint-Genis-Pouilly      | 9 854            | Gex             |
| Miribel                  | 9 425            | Bourg-en-Bresse |
| Ferney-Voltaire          | 9 338            | Gex             |
| Divonne-les-Bains        | 9 100            | Gex             |

## Economía
Ain es, sobre todo, un departamento agrícola. Sin embargo, la industria y los servicios son más importantes en la economía del departamento.

## Galería

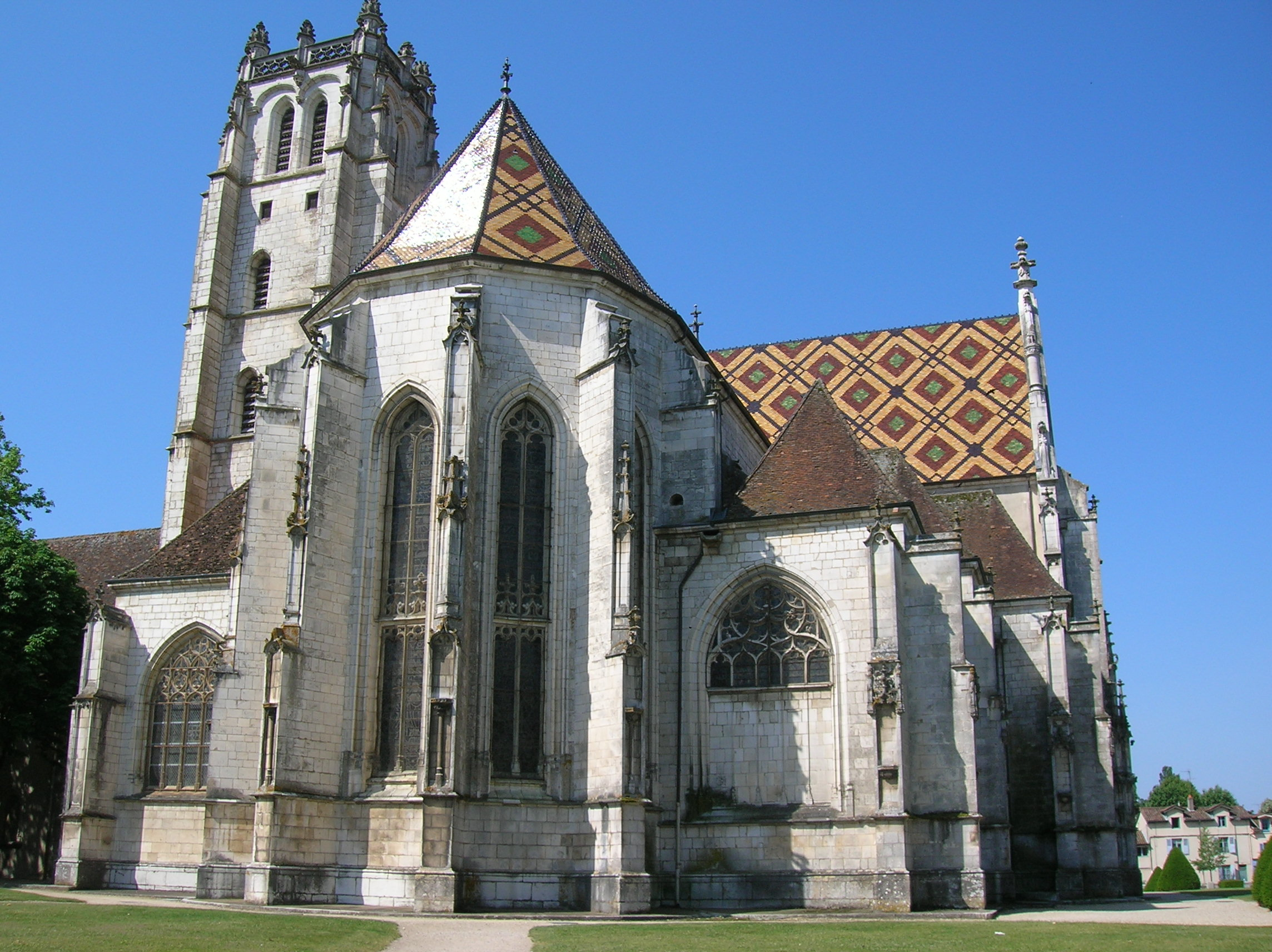
Iglesia de Brou, Bourg-en-Bresse
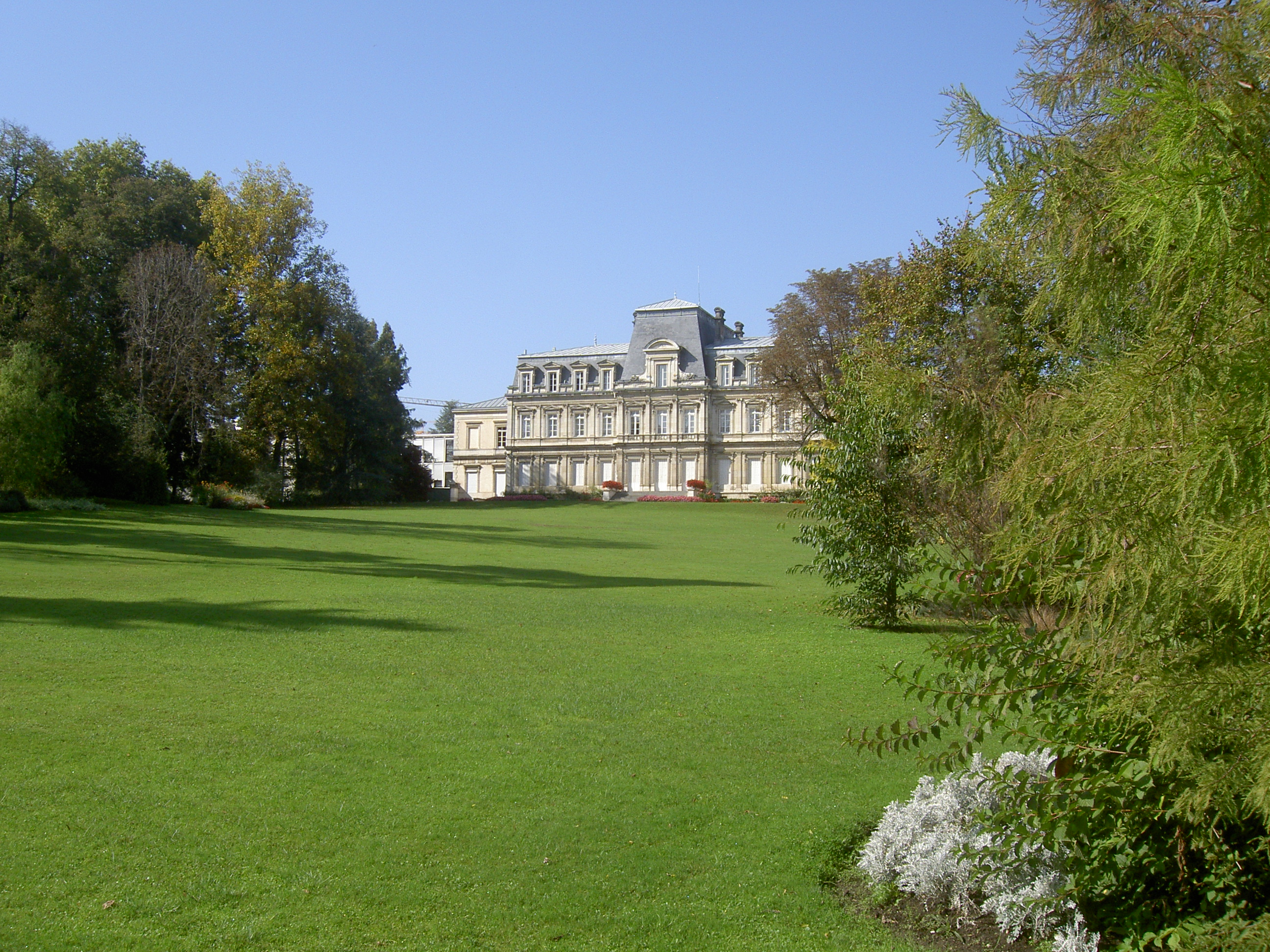
Prefectura, vista desde el parque
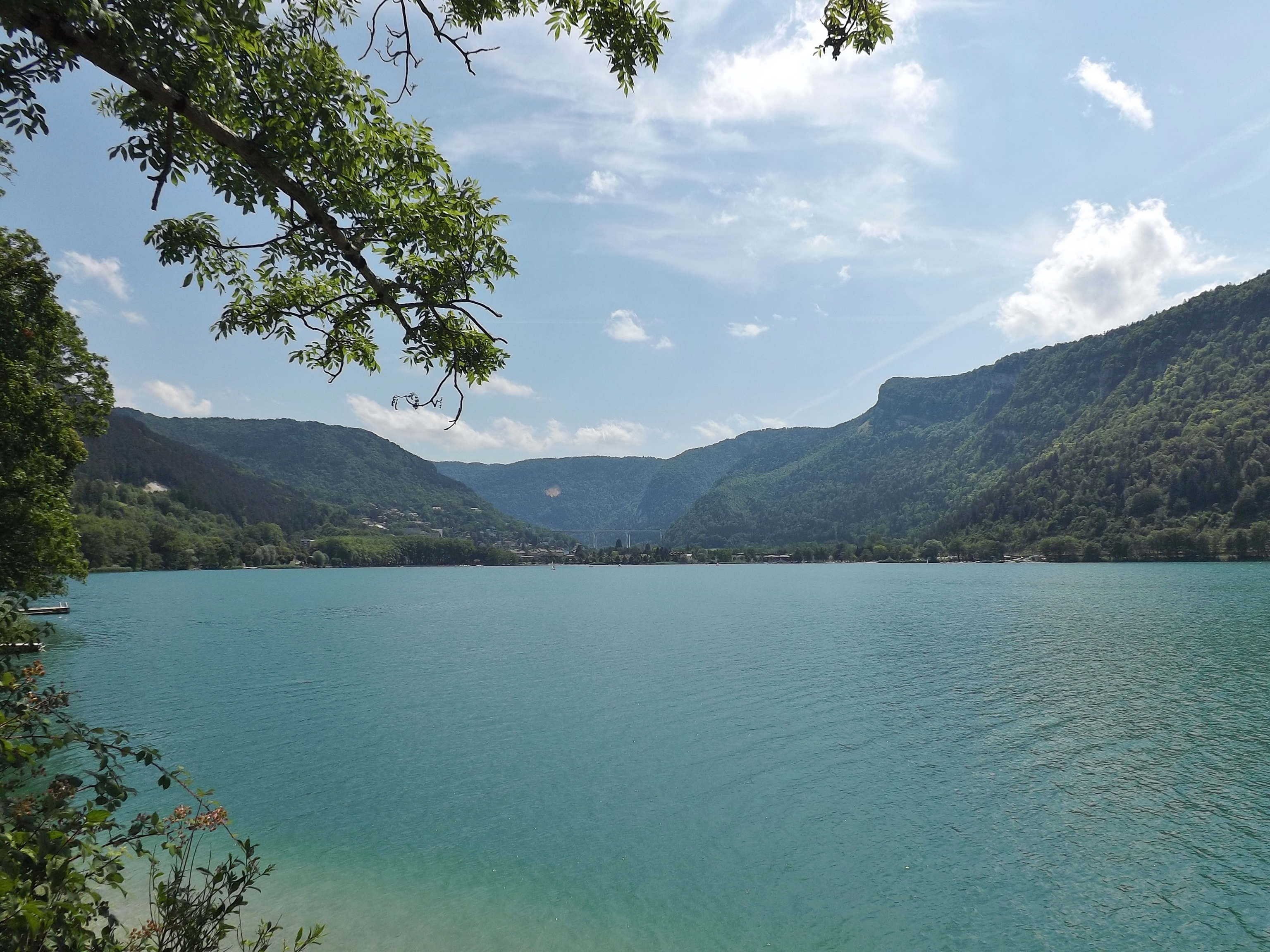
Lago de Nantua
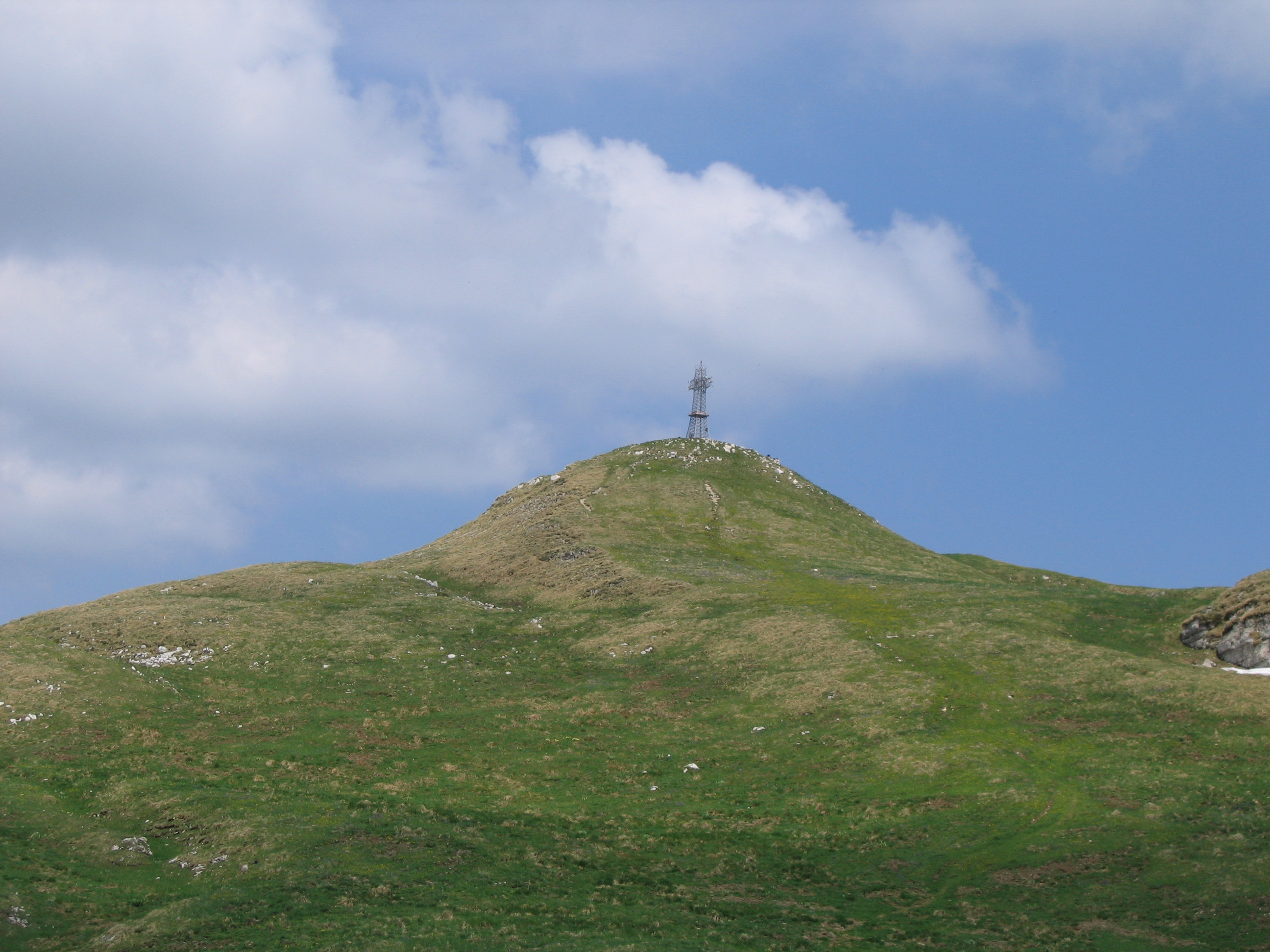
Pico Le Reculet